# Педипальпи

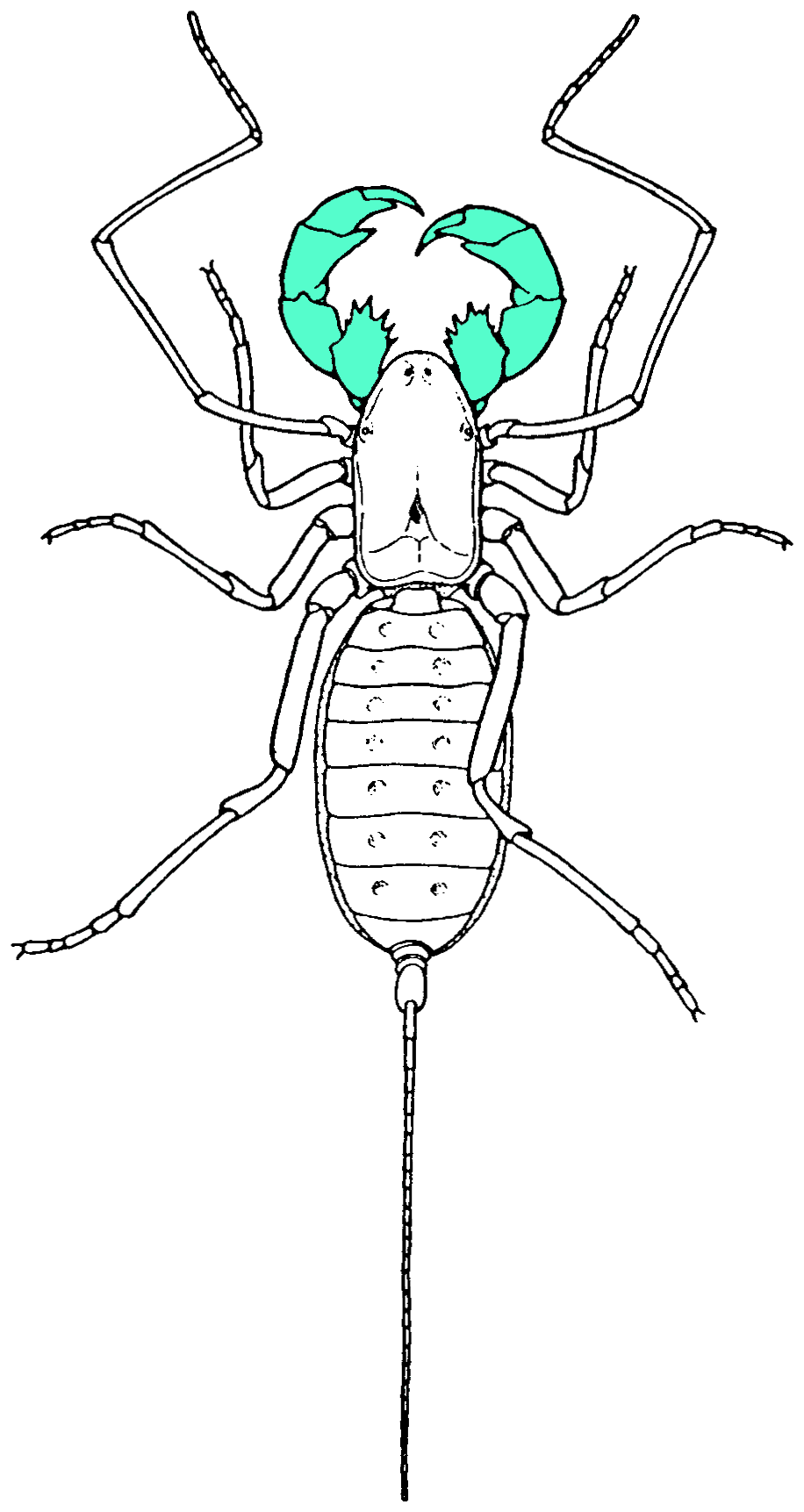
Теліфони (Thelyphonida), вигляд знизу, педипальпи виділені зеленим

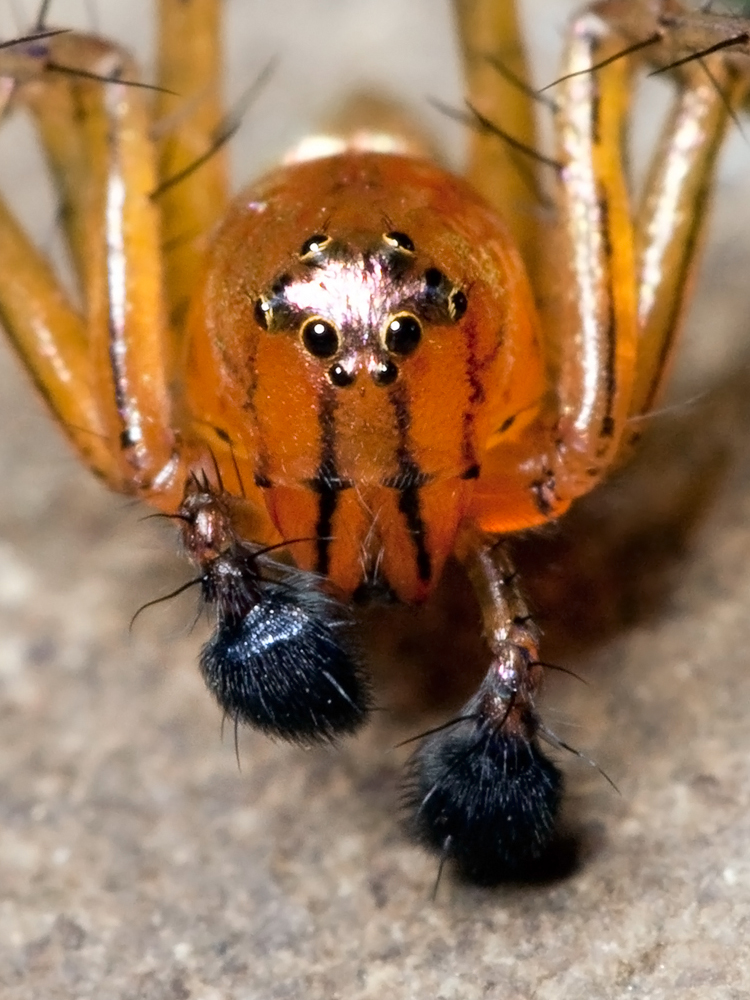
Самець павука Oxyopes salticus з великими педипальпами

Педипа́льпи (від лат. pes, родовий відмінок pedis — нога та palpus — щупальце), ногощупальця — друга пара членистих ротових кінцівок головогрудей у хеліцерових.

## Різноманіття форми і функції педипальп
У більшості основний членик педипальп (кокса) несе жувальний щелепний відросток, бере участь у перетиранні їжі. У мечохвостів ногощупальця майже не відрізняються від ходильних ніг, несуть на кінці невелику клешню. Педипальпи скорпіонів і псевдоскорпіонів перетворені на масивні клешні, що дозволяють хапати здобич та відривати від неї шматки. У фрін ногощупальця несуть на кінці рухливий кіготь.
У павуків педипальпи щупальцеподібні, складаються з 6 члеників, вкриті волосками для проціжування їжі та відокремлюють передротову порожнину. Виконують чутливу функцію, особливо кінцевий членик, що несе багато сенсил. В останньому членику педипальп у статевозрілих самців є порожнина для перенесення сперми, тому він відіграє роль копулятивного органу.
Педипальпи сольпуг подібні ходильним ногам, але їхня лапка позбавлена кігтя, та має на кінці колюоподібні клейкі придатки. Вони використовуються під час руху, захоплення здобичі, виконують дотикову функцію. 
У косариків і деяких кліщів педипальпи щупальцеподібні або з кігтем на кінці та шипами на члениках. Педипальпи більшості кліщів утворюють разом із хеліцерами несправжню головку, гнатосому. На їх кінцевих члениках описано пальпальний орган, що складається із декількох конусоподібних хеморецепторних сенсил і виконує функцію органу смаку та нюху. За його допомогою кровосисні кліщі вибирають на тілі тварини-годувальника місце для кровоссання. 
У багатьох форм у будові педипальп простежується статевий диморфізм.